# بطولة تونس لألعاب القوى 1973
بطولة تونس لألعاب القوى 1973 هو الدورة 18 من بطولة تونس لألعاب القوى.

فاز بهذا الموسم الزيتونة الرياضية.

## روابط خارجية
- الموقع الرسمي للجامعة التونسية لألعاب القوى.